# Serafim (Amelčenkov)
Serafim (světským jménem: Vladimir Leonidovič Amelčenkov; * 25. dubna 1985, Smolensk) je ruský duchovní Ruské pravoslavné církve, biskup istrijský a vikář patriarchy moskevského a celé Rusi.

## Život
Narodil se 25. dubna 1985 ve Smolensku.
Po dokončení pravoslavného gymnázia byl přijat na Smolenský duchovní seminář. Poté pokračoval ve studiu na fakultě historie Smolenské státní univerzity a na Moskevské duchovní akademii, kde získal titul kandidát bohosloví. Roku 2006 začal přednášet na duchovním semináři a duchovním učilišti.
Dne 22. dubna 2008 byl postřižen na monacha se jménem Serafim na počest svatého Serafima (Ostroumova). Za pět dní byl metropolitou smolenským a kalinigradským Kirillem (Gunďajevem) rukopoložen na jerodiákona a 15. června na jeromonacha. Stal se představeným chrámu svatého Jana Předchůdce ve Smolensku.
Roku 2010 dokončil studium historie na Brjanské státní univerzitě.
Dne 30. dubna 2012 byl převeden do chrámu Vzkříšení v Katyni. Stejného roku mu bylo uděleno právo nosit epigonation. Od července 2014 působil ve správě pro záležitosti Moskevského patriarchátu, kde byl 9. března 2015 jmenován sekretářem. Roku 2017 získal na Křesťanské teologické akademii ve Varšavě titul doktor teologie.
Dne 4. května 2017 jej Svatý synod zvolil biskupem ljubereckým, vikářem patriarchy moskevského a celé Rusi a předsedou Synodního oddělení pro záležitosti mládeže. Dne 10. května byl povýšen na archimandritu. Biskupská chirotonie proběhla 4. června v Uspenském chrámu Trojicko-sergijevské lávry. Hlavním světitelem byl patriarcha moskevský a celé Rusi Kirill.
Od 1. března 2018 do 28. dubna 2020 byl vedoucím katedry teologie humanitní fakulty Ruské státní sociální univerzity. Dne 14. července 2018 byl Svatým synodem jmenován rektorem Petrohradské duchovní akademie s převedením na post vikáře petrohradské eparchie a biskupa petěrgofského.
Dne 4. dubna 2019 se stal podpředsedou pracovní skupiny pro spolupráci Ruské pravoslavné církve s evangelickou-luteránskou církví Finska a 9. července byl ustanoven biskupem istrijským, vikářem patriarchy moskevského. Byl převeden do předchozího funkce předsedy Synodního oddělení pro záležitosti mládeže.